# Edarling
Edarling (znak graficzny: eDarling) – internetowy serwis randkowy z siedzibą w Berlinie. Swoją działalność rozpoczął w 2009 roku w Niemczech.
Edarling jest jednym z czterech czołowych portali randkowych w Polsce. Liczba zarejestrowanych użytkowników na świecie to ok. 13 milionów. W styczniu 2014 roku na polskiej witrynie logowało się średnio 4000 nowych użytkowników tygodniowo.

## Historia
Serwis założyli, posiłkując się pomocą Rocket Internet w listopadzie 2008 roku, Lukas Brosseder i David Khalil. Oferta portalu została uruchomiona 6 maja 2009 roku w Niemczech, po czym załączono ją w kolejnych 13 krajach europejskich. Polskojęzyczna wersja działa od 2010 roku.
Portalem eDarling zarządza firma Affinitas GmbH, której inwestorami są między innymi Eharmony, Rocket Internet, Holtzbrinck Ventures i Berliński Bank inwestycyjny.
Oprócz Niemiec eDarling działa również w 24 innych krajach na pięciu kontynentach: Austrii, Szwajcarii, Francji, Belgii, Danii, Holandii, Rosji, Polsce, Czechach, Węgrzech, Słowacji, Szwecji, Norwegii, Finlandii, Hiszpanii, Włoszech, Meksyku, Chile, Wielkiej Brytanii, Irlandii, Nowej Zelandii, Australii, Kanadzie i Republice Południowej Afryki.

## Usługa
eDarling pośredniczy w poszukiwaniu partnera za pomocą metody tzw. matchingu. Użytkownik musi najpierw wypełnić składający się z 283 pytań test osobowościowy. Test opiera się na naukowym modelu psychologii osobowości, tzw. pięcioczynnikowym modelu osobowości i obejmuje podstawowe struktury psychologiczne, tj. sumienność czy otwartość na nowości. Ponadto w teście znajdują się pytania o preferencje i oczekiwania użytkownika, który może również zdefiniować własne kryteria wyszukiwania. Na podstawie testu osobowości oraz danych demograficznych algorytm przydziela odpowiedniego partnera.
Jedną z cech portalu eDarling jest gwarancja kontaktu, czyli zasada polegająca na tym, że użytkownikom premium gwarantowana jest pewna liczba nawiązanych kontaktów podczas trwania okresu premium. Im dłuższy okres tym proporcjonalnie większa liczba gwarantowanych kontaktów.
W Polsce portal dostępny jest również w wersji mobilnej.

## Członkostwo i opłaty
Rejestracja, test osobowości wraz z jego wynikiem oraz podstawowe członkostwo z ograniczonymi możliwościami użytkowania są bezpłatne. Jednak, aby korzystać ze wszystkich funkcji eDarling obejmujących poszukiwania partnera i możliwość skontaktowania się z nim wymagane jest płatne członkostwo. Można je wykupić na okres 3, 6 lub 12 miesięcy, po czym zostaje ono automatyczne przedłużone, jeśli użytkownik nie złoży wypowiedzenia.

## Wyróżnienia
Latem 2010 roku portal otrzymał etykietę bezpiecznych zakupów od TÜV Süd. W teście opublikowanym w numerze 8/2010 niemieckiego dwutygodnika „Computerbild” (odpowiednik polskiego pisma „Komputer Świat”), portal eDarling otrzymał najwyższe wyróżnienie spośród testowanych serwisów randkowych w Niemczech. Uzasadnienie redakcji opierało się na licznych i przekonujących profilach użytkowników oraz wysokim standardzie bezpieczeństwa. Ponadto, osoby ankietowane, niezależnie od płci, wskazywały na możliwość nawiązywania licznych kontaktów.
W listopadzie 2011 roku magazyn „Komputer Świat” przeprowadził plebiscyt na najlepszy portal randkowy w Polsce, w którym eDarling zajął trzecie miejsce.
Według badań Gemius Megapanel w grudniu 2012 roku stronę eDarling odwiedziło ponad 1,1 miliona osób, co stanowi 41% singli korzystających z portali randkowych. Tym samym w grudniowym rankingu portal eDarling okazał się najbardziej popularną stroną wśród singli – internautów w Polsce.

## Wykorzystanie testów w badaniach naukowych
Szacuje się, że naukowy test osobowościowy eDarling co roku rozwiązuje 5 milionów użytkowników w Europie. W 2011 roku eDarling udostępniło część danych do celów naukowych zespołowi badawczemu złożonemu m.in. z naukowców z Uniwersytetu Humboldtów w Berlinie, Uniwersytetu Southampton w Wielkiej Brytanii, Uniwersytetu Groningen w Holandii oraz Uniwersytetu Duke w USA. Na podstawie anonimowych danych opracowywane są psychologiczne oraz socjologiczne publikacje do czasopism naukowych. Wyniki są również prezentowane na międzynarodowych konferencjach i sympozjach.

## Krytyka
W 2009 roku eDarling krytykowano za brak przejrzystych informacji dotyczących rezygnacji z członkostwa. Okres próbny dla nowych użytkowników mógł być wypowiedziany jedynie drogą pocztową lub faksem. Żeby zlikwidować problem, portal uruchomił bezpłatną infolinię służącą rezygnacji z członkostwa oraz wprowadził na stronę formularz wypowiedzenia online.
Wśród internautów zwrócono uwagę na to, że przesyłane propozycje partnerów nie wpasowywały się we wcześniej określony przez nich przedział wiekowy, ani lokalizację. Zwrócono również uwagę na to, że po wypełnieniu testu, ale jeszcze przed uzupełnieniem profilu o zdjęcia i jakiekolwiek informacje o sobie, napływały do nich wiadomości, których bez wykupienia pakietu Premium nie można było odczytać. Wśród wielu użytkowników wystąpiła skłonność do wysyłania wiadomości innym członkom eDarling, mimo że nie wiedzieli – z kim się kontaktują. Ilość otrzymywanych wiadomości miała się zwiększać również pod koniec ważności wykupionego abonamentu, aby rzekomo zachęcić użytkowników portalu do przedłużenia umowy w związku z sytuacją nagłego spotykania się ze wzmożonym zainteresowaniem ze strony innych singli.